# Enter Suicidal Angels
Albums de Dark Tranquility
The Gallery The Mind's I
Enter Suicidal Angels est un mini-CD du groupe de death metal mélodique suédois Dark Tranquility. Sorti en 1996, il prépare l'arrivée, un an plus tard, de l'album The Mind's I.

## Composition du groupe
- Mikael Stanne – chant
- Niklas Sundin – guitare
- Fredrik Johansson – guitare
- Martin Henriksson – basse
- Anders Jivarp – batterie

## Liste des titres
1. Zodijackyl Light
2. Razorfever
3. Shadowlit Facade
4. Archetype